# جرمایا هاروکس
جرمایا هاروکس (انگلیسی: Jeremiah Horrocks؛ ۱۶۱۸ – ۳ ژانویه ۱۶۴۱ (۲۲ ساله)) دانشمند در زمینه اخترشناسی اهل بریتانیا بود. وی اولین شخصی بود که نشان داد مسیر ماه به دور زمین بیضوی است و اولین کسی بود که گذر زهره در ۱۹۶۳ را پیش‌بینی کرد.